# Iwan Jurjewitsch Lanin
Iwan Jurjewitsch Lanin (russisch Иван Юрьевич Ланин, englisch Ivan Lanin, wiss. Transliteration Ivan Jur'evič Lanin; * 15. Januar 1992 in Nischni Nowgorod) ist ein russischer Skispringer.

## Werdegang
Lanin, der für Sdushor CSP Nischni Nowgorod sowie die Region Krasnojarsk startet, gewann bei den russischen Meisterschaften 2010 in Meschduretschensk als Dritter im Team seine erste nationale Medaille. Sein internationales Debüt gab er beim FIS-Cup-Springen am 14. Januar 2012 im italienischen Predazzo und belegte dabei den 40. Platz. Zwei Wochen später gelang ihm im polnischen Szczyrk erstmals der Sprung in die Punkteränge dieser drittklassigen Wettkampfserie. Bei den Nordischen Junioren-Skiweltmeisterschaften 2012 im türkischen Erzurum erreichte er im Einzel von der Kiremitliktepe Rang 37, ehe er gemeinsam mit Michail Maximotschkin, Alexander Schuwalow und Alexei Romaschow Achter im Teamspringen wurde.
Am 26. Januar 2013 debütierte Schuwalow in Titisee-Neustadt im Continental Cup, der zweithöchsten Wettkampfserie im Skispringen, verpasste jedoch deutlich die Top 30. Nachdem er auch am darauffolgenden Wochenende in Planica nicht über den 75. Platz hinaus kam, wurde er im weiteren Saisonverlauf international nicht mehr eingesetzt. Im Januar 2014 versuchte sich Lanin in Courchevel erneut im Continental Cup, doch blieb er erneut den Punkterängen fern. Bei den russischen Sommer-Meisterschaften 2014 in Sotschi wurde Lanin gemeinsam mit Sergei Schulajew, Alexander Sardyko und Denis Kornilow Vizemeister im Team. Im Winter 2014/15 kam Lanin lediglich am Continental-Cup-Wochenende im norwegischen Rena zum Einsatz, wo er am zweiten Wettkampftag mit Rang 46 sein bis dato bestes Ergebnis im Continental Cup erzielen konnte. Auch in der Saison 2015/16 nahm Lanin vereinzelt an internationalen Wettbewerben teil, konnte jedoch nicht auf sich aufmerksam machen. Im Januar 2017 wurde Lanin gemeinsam mit Michail Maximotschkin, Roman Trofimow und Denis Kornilow erstmals russischer Meister im Team. Wenige Wochen später nahm er an der Winter-Universiade 2017 in Almaty teil, wo er im Einzelspringen Dreizehnter wurde, für den Teamwettbewerb allerdings nicht nominiert wurde. Bei den Continental-Cup-Springen im Januar 2018 in Erzurum sprang Lanin auf die Ränge 34 und 33, womit er seine besten COC-Ergebnisse erzielte, jedoch weiterhin punktlos blieb. Zum Saisonabschluss 2017/18 gewann Lanin bei den russischen Meisterschaften in Nischni Tagil die Silbermedaille von der Normalschanze und wurde darüber hinaus erneut Meister im Team.
Lanin gehörte in der Saison 2020/21 dem Reserve-Kader auf nationaler Ebene an. Er nahm überwiegend an nationalen Wettkämpfen teil, kam allerdings am FIS-Cup-Wochenende Anfang Januar in Zakopane auch einmal international zum Einsatz und belegte dabei die Ränge 52 und 70. Auch bei den russischen Meisterschaften 2021 in Tschaikowski zum Saisonabschluss konnte er keine vorderen Platzierungen erreichen. So sprang er im Einzel auf den 34. Platz von der Normalschanze sowie auf Rang 30 von der Großschanze. Im Team wurde er Achter.